# Jacques Brel
Pour les articles homonymes, voir Brel (homonymie).
Ne doit pas être confondu avec Jacques Bral.

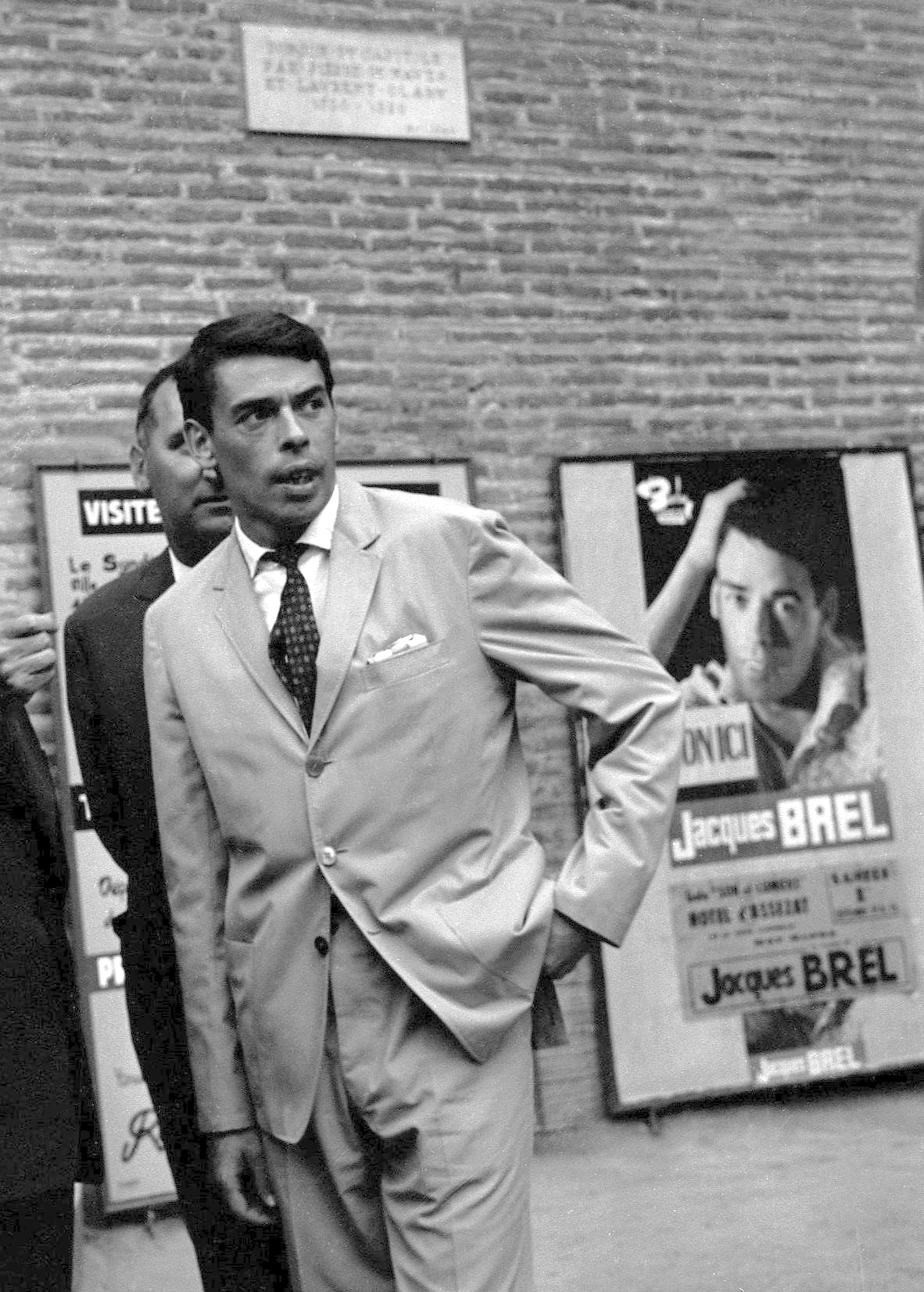
Jacques Brel au Donjon de Toulouse (septembre 1962).

Jacques Brel, né le 8 avril 1929 à Schaerbeek et mort le 9 octobre 1978 à Bobigny, est un auteur-compositeur-interprète, poète, acteur et réalisateur belge.
Considéré comme l'un des plus grands interprètes de la chanson française, Jacques Brel, au sommet de sa popularité, abandonne le tour de chant en 1966. Bien qu'il enregistre encore quelques disques et monte à la scène L'Homme de la Mancha, il se consacre alors au cinéma, pour lequel il tourne en tant qu'acteur une dizaine de films, dont deux qu'il écrit et réalise, Franz et Le Far West (retenu dans la sélection officielle au Festival de Cannes de 1973). 
Avec plus de 25 millions d'albums vendus à l'international, Brel représente une icône de la chanson française. Bien que ses chansons soient enregistrées pour la plupart en français, il devient, à son époque, une source d'inspiration pour bon nombre d'auteurs-interprètes anglophones comme David Bowie, Mort Shuman, Alex Harvey, Leonard Cohen, Marc Almond et Rod McKuen. Plusieurs de ses chansons sont également traduites en anglais aux États-Unis et notamment chantées par Ray Charles, Judy Collins, John Denver, le Kingston Trio, Nina Simone, Frank Sinatra, Scott Walker, et Andy Williams.

## Biographie

### Jeunesse
Jacques Romain Georges Brel est issu d'une famille catholique d'industriels ; son père, Romain Jérôme Brel (1883-1964), est un Flamand francophone né à Zandvoorde en Flandre-Occidentale (commune fusionnée à Zonnebeke en 1971) et sa mère Elisa Lambertine, dite « Lisette » Van Adorp (1896-1964), est bruxelloise. Enfant, il est peu intéressé par l'école, excepté par les cours de français et de dessin. Avec son frère Pierre (1923-2001), de 6 ans son aîné, Jacques reçoit une éducation partagée entre un collège catholique, l'institut Saint-Louis et le scoutisme qu'il n'aime pas. Élève frondeur, perturbateur et rêveur ayant doublé ses classes de 6e et 4e, il se fait renvoyer du collège en décembre 1946 à 17 ans. Sa vie d'enfance était selon lui trop tranquille, « morose » et « Il ne se passait jamais rien », avec des parents qu'il estimait « très âgés ». Ce sont eux qui lui inspireront la chanson Les Vieux. Comme il le décrit dans sa chanson Mon enfance, le jeune Jacky (comme on l'appelle à l'époque) s’ennuie, rêve beaucoup, se sent seul au point de parler au plafond de sa chambre, s'invente des histoires et se sent très différent du reste de sa famille dont il ne partage pas les valeurs, comme celle de l'argent. Il a déclaré : « L'argent ne m'a jamais donné de bonheur. J'ai été élevé dans l'argent ; j'ai vu toutes les saloperies qu'il fallait faire pour en avoir. » Musicien autodidacte, il apprend le piano en observant et écoutant, dès son plus jeune âge, sa mère en jouer. C'est sur cet instrument familial qu'il crée ses premières compositions. Il écrit à 15 ans de longs poèmes et des nouvelles après avoir lu Jules Verne et Jack London.
À 16 ans, il s'offre sa première guitare grâce à l'argent de ses divers petits jobs, notamment à l'église puis il entre à la Franche Cordée (mouvement de jeunesse catholique mixte) où il crée une troupe de théâtre pour laquelle il joue et écrit lui-même les pièces et des chansons. En 1948, il fait son service militaire. Jacques n'ayant aucun diplôme et donc a priori aucun avenir assuré, son père le fait entrer dans la cartonnerie familiale « Vanneste & Brel » où il est affecté de 1947 à 1953 au service commercial, travail pour lequel il n'a aucun goût (« Mon père m'a encartonné » dit-il). Malgré un avenir assuré dans l'entreprise familiale, se voyant mourir d'ennui à petit feu, il songe très sérieusement à se reconvertir en tant qu'éleveur de poules, cordonnier ou auteur-compositeur. Il choisit cette dernière voie et écrit n'importe où, n'importe quand, grand amateur de musique classique (principalement de Maurice Ravel et de Franz Schubert).
Le 1er juin 1950, il épouse Thérèse Michielsen, dite « Miche » (morte le 31 mars 2020), secrétaire dans une entreprise d'électricité, qu'il a rencontrée trois ans plus tôt dans la Franche Cordée. Le 6 décembre 1951 naît sa première fille Chantal (morte le 4 janvier 1999). Parallèlement à sa vie de famille et son travail à la cartonnerie, il commence dès 1950 à chanter le soir dans des cabarets bruxellois regroupés dans le quartier de l'« îlot sacré » sous le pseudonyme de Jacques Bérel, son père ne voulant pas qu'il utilise son nom pour ses activités artistiques. Il fait déjà preuve de cette puissance lyrique (tant dans les textes que dans son interprétation encore trop teintée de scoutisme) qui rebute sa famille. Elle tente, en vain, de le dissuader de continuer dans cette voie. Lui persévère. C'est en fréquentant ces cabarets belges qu'il rencontre Barbara avec qui il noue une relation d'amitié indéfectible.

### Débuts

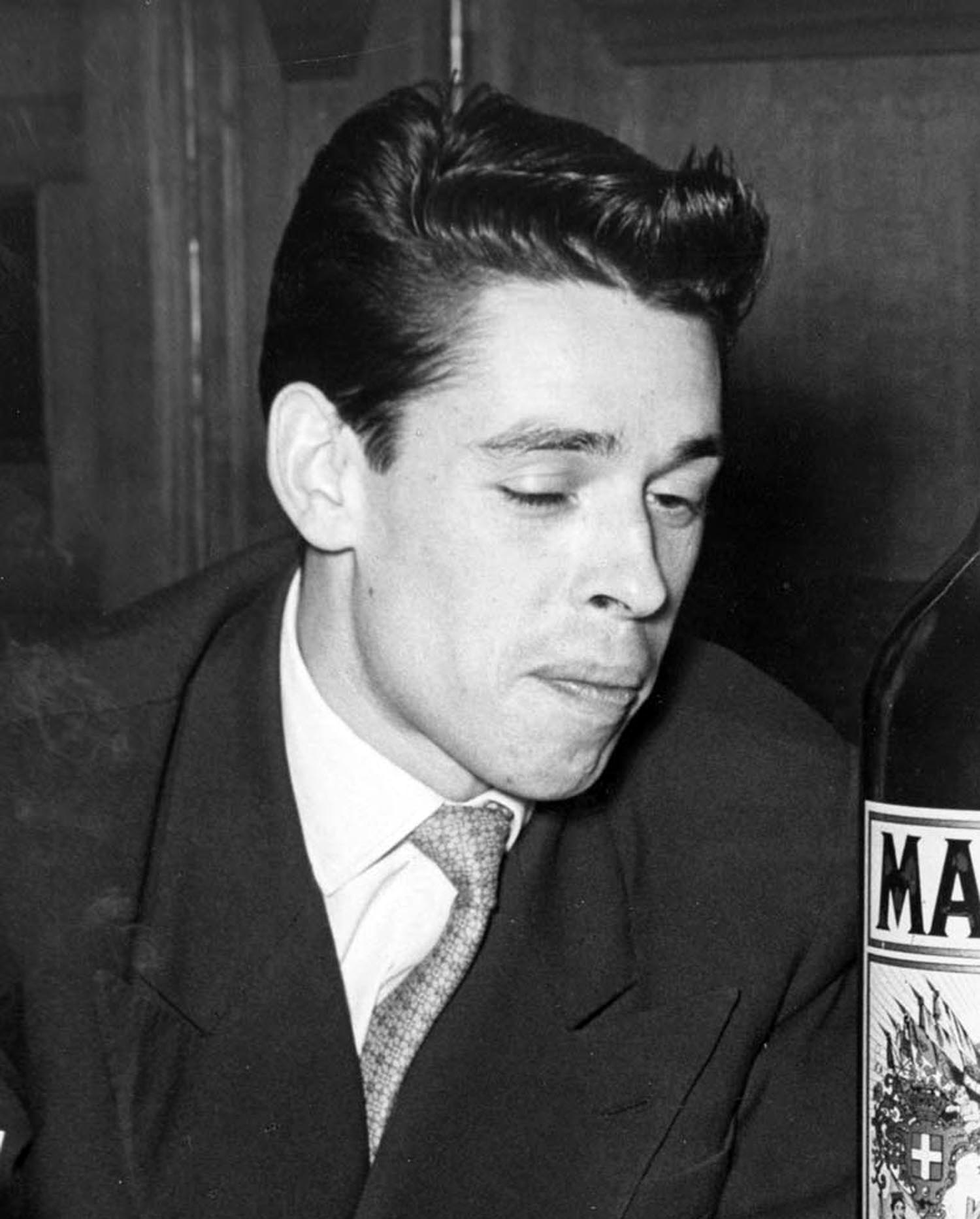
Jacques Brel à l'Ancienne Belgique en janvier 1955.

En 1953, il réalise un disque maquette, 78 tours que la journaliste belge Angèle Guller (rencontrée en 1952 lors d'une audition) envoie à son insu à Paris à Jacques Canetti, découvreur de talents, directeur artistique de Philips et propriétaire du théâtre Les Trois Baudets. Séduit par les chansons qu'il vient d'entendre, Canetti appelle Jacques dans la nuit du 1er juin 1953 pour le rencontrer immédiatement. Alors que sa fille France naît le 12 juillet 1953, Brel quitte la capitale belge pour se rendre seul à Paris où il loge dans une petite chambre inconfortable de l'hôtel Stevens à Pigalle. Sa mère le soutient et l'encourage à travers de nombreuses lettres et lui envoie de temps en temps un peu d'argent, tout en le laissant se débrouiller seul. En revanche, son père n'approuvant pas le choix de son fils, l'avertit avant son départ : s'il quitte son emploi à la cartonnerie, il ne lui versera plus de salaire et il ne pourra plus y revenir travailler. Il persiste également à ne pas vouloir que son fils cadet utilise son nom, mais Jacques, mal à l'aise avec un pseudonyme, parvient à convaincre son père de l'autoriser à garder le nom paternel. D'après Pierre Brel, le frère de Jacques, si son père était très réticent pour que son fils fasse carrière dans le music-hall, une fois le succès atteint, il sera très fier de lui, même s'il ne le fera jamais explicitement savoir à Jacques.
En arrivant à Paris, Brel désire percer en tant qu'auteur-compositeur et non comme interprète. Mais comme il ne trouve personne pour interpréter ses chansons, il est contraint de le faire lui-même. Canetti le fait débuter aux Trois Baudets en septembre 1953 dans la première partie du spectacle de Marcel Mouloudji. Puis en 1954 dans le spectacle Cinémassacre, où débutent également Boris Vian et Jean Yanne et qui voit le triomphe de l'humoriste Fernand Raynaud. Aux Trois Baudets, dans les tournées de Canetti, qu'il ait ou non du succès, Jacques Brel est assuré de chanter tous les soirs, de tester ses chansons et de gagner sa vie, bien que le cachet d'artiste débutant tout en bas de l'affiche soit maigre. Ses débuts sur scène ne sont pas bons, tant il a le trac et est maladroit. Il chante devant un public indifférent. Lors d'un entretien du 5 mai 1968 sur Europe 1, il reconnaît : « Au début, j'étais pas incompris. J'étais mauvais. […] Personne n'a voulu chanter mes chansons au début. J'ai été obligé de me débrouiller moi-même avec ce que j'écrivais. »
Il participe au festival de Knokke-le-Zoute : il s'y classe avant-dernier. Puis, pour gagner un peu d'argent, il enseigne la guitare au danseur-acrobate Francesco « Cocky » Frediani, un artiste italien à l'affiche du cabaret La Nouvelle Ève. Ce dernier, témoin des premiers pas du débutant, l'accompagne d'ailleurs lors de son premier passage à l'Olympia en « lever de rideau » (moment où les spectateurs entrent dans la salle et s'installent à leur place). Les conditions de travail sont difficiles pour Jacques Brel, qui n'a pas de loge et doit se changer derrière le bar de l'Olympia. Après une représentation, Bruno Coquatrix le remarque, le félicite de sa prestation et l'invite à lui rendre visite pour discuter d'un prochain passage, mais Brel n'est pas encore prêt pour affronter une grande salle.
Pour Brel, les difficultés continuent, encombré qu'il est de ses longs bras, de son grand corps maladroit. En 1954, il rencontre le chef d'orchestre Jacques Hélian, en représentation à Bruxelles, et lui présente l'une de ses premières chansons, Il peut pleuvoir. Celle-ci est mise au répertoire de l'orchestre. Évoquant cette rencontre, Jacques Hélian confie : « Je lui serrai la main, ne me doutant pas que, derrière son sourire crispé, se cachait un si fabuleux talent… » La France va ainsi entendre parler pour la première fois du « Grand Jacques »…
En janvier 1955, Brel fait ses débuts à l'Ancienne Belgique, célèbre salle de concert bruxelloise, dans l'avant-programme de Bobbejaan Schoepen, et Jacques Canetti continue de l'envoyer dans des tournées où il se produit notamment en vedette américaine de Philippe Clay, Dario Moreno et Catherine Sauvage, qui devient sa maîtresse.

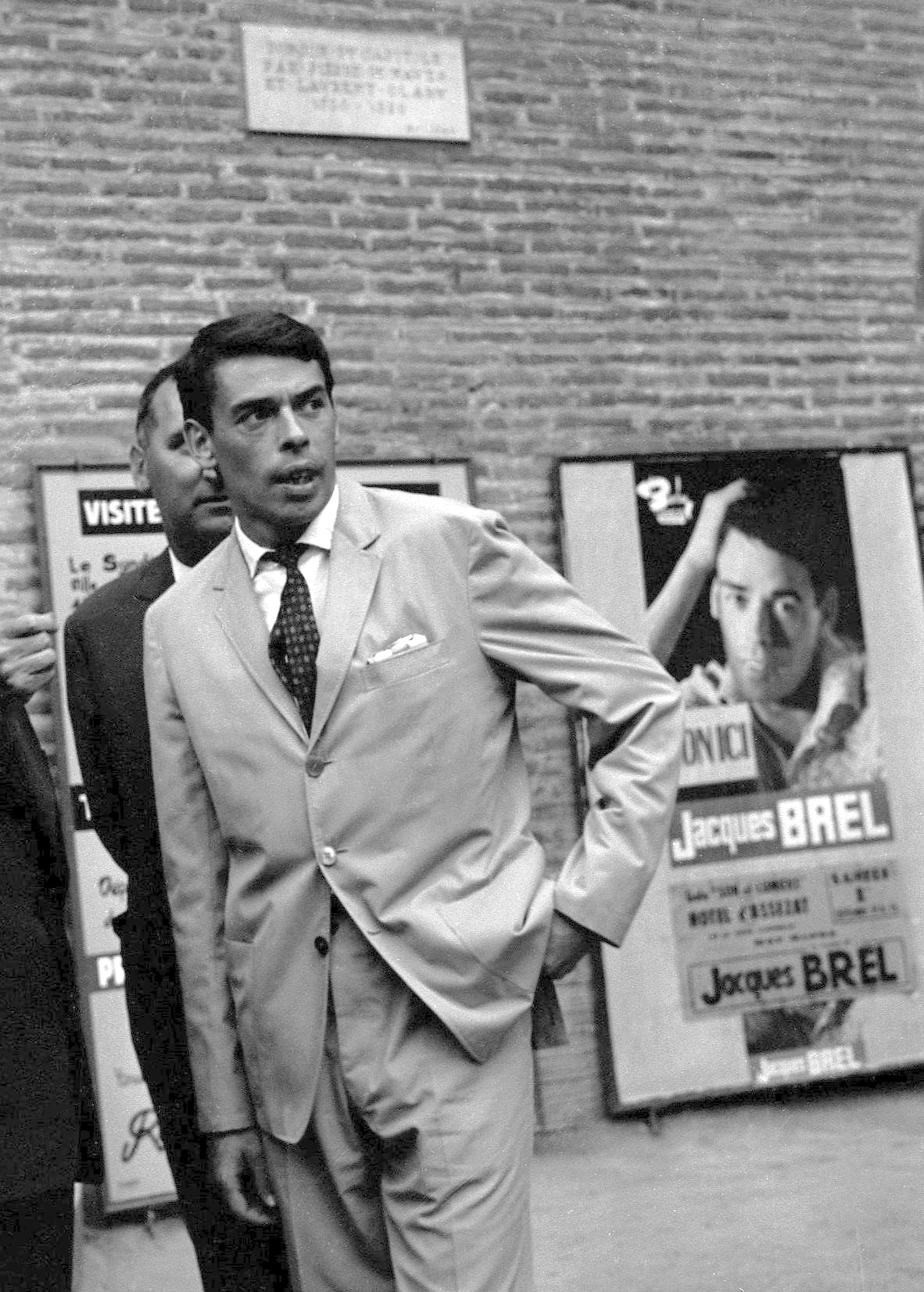
Jacques Brel au Donjon de Toulouse (septembre 1962).

En 1955, il fait venir son épouse et ses deux fillettes en France puis la famille s'installe à Montreuil. Cette année marque celle de son premier 33 tours. Aux Trois Baudets, il va rencontrer Georges Pasquier, qui deviendra son régisseur et son meilleur ami et auquel, en 1978, il dédiera la chanson Jojo (album Les Marquises). Imprégné encore de l'influence du scoutisme et de son éducation catholique, il chante pour des organisations chrétiennes. C'est à cette époque que Georges Brassens le surnomme « L'abbé Brel ».
De 1954 à 1965, Canetti organise en France et à l'étranger des tournées dans lesquelles Brel est souvent programmé en compagnie d'artistes tels que Sidney Bechet, Catherine Sauvage, Philippe Clay.

### Consécration
En 1956, il rencontre le pianiste François Rauber, qui devient son arrangeur musical, puis sera l'orchestrateur qui l'accompagnera durant toute sa carrière de chanteur. Cette même année paraît son premier grand succès public, Quand on n'a que l'amour. En 1957, pressé d'achever ses études musicales au conservatoire, François Rauber renonce aux tournées à travers le pays. Il est alors remplacé par un autre étudiant du conservatoire, Gérard Jouannest, qui composera avec Brel les musiques de trente-cinq de ses chansons.
Jouannest est son accompagnateur exclusif sur scène, tandis que Rauber, revenu vers Brel une fois son diplôme obtenu, est son principal orchestrateur. Les deux musiciens resteront fidèles à Brel et à son œuvre, au-delà même de sa mort, luttant vainement contre la publication en 2008 de cinq inédits que Brel lui-même jugeait inaboutis, pour finir par céder devant le fait accompli, ces titres étant déjà diffusés sur les ondes en Belgique.

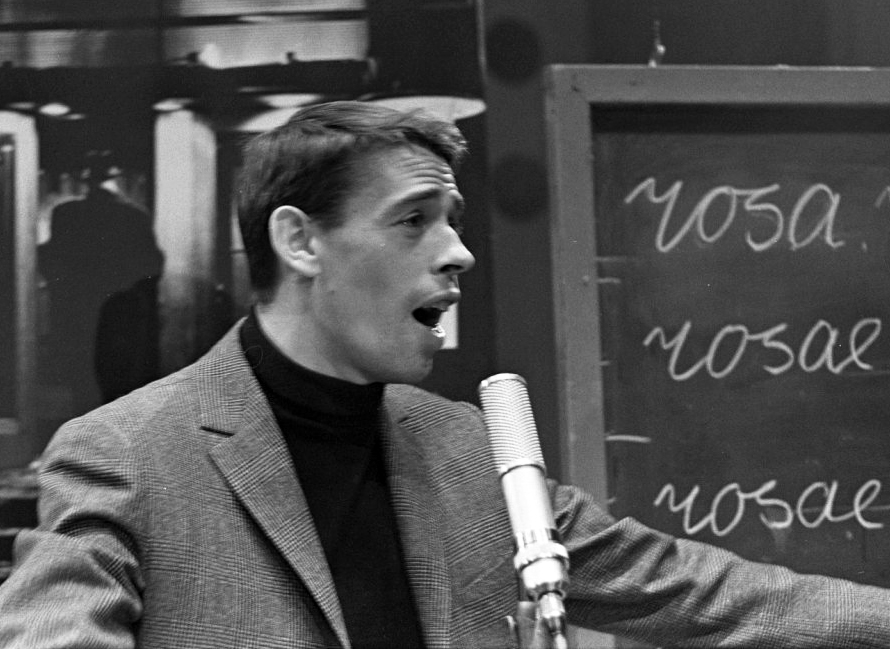
Brel à Amsterdam pour la télévision néerlandaise le 20 février 1963.

À force de travail, Brel trouve son style et son public et connaît enfin le succès lors de ses galas. Entre autres particularités, il ne cède jamais à la tradition du rappel, qu'il juge démagogique. En 1957, son second 33 tours reçoit le grand prix de l'académie Charles-Cros et, fin 1958, année de naissance de sa troisième fille, Isabelle, c'est le succès à l'Olympia en première partie. L'année suivante, il est tête d'affiche à Bobino, où il crée Ne me quitte pas, écrite, selon elle, pour l’actrice Suzanne Gabriello, et La Valse à mille temps.
Dès lors, les tournées s’enchaînent à un rythme infernal, Brel donnant parfois plus de concerts qu'il n'y a de jours dans l'année. En 1960, il achète, entre Monaco et le Cap Martin, sur la plage de Cabbé au Golfe bleu, une maison qu'il occupe jusqu'en 1970. Ses amis y viennent en visite, notamment Leny Escudero ou Serge Gainsbourg. C'est là qu'il composera La Fanette et Amsterdam. Après sa mort, en hommage, la mairie de Roquebrune-Cap-Martin a fait placer dans le village un buste en bronze réalisé par le sculpteur Cyril de La Patellière.

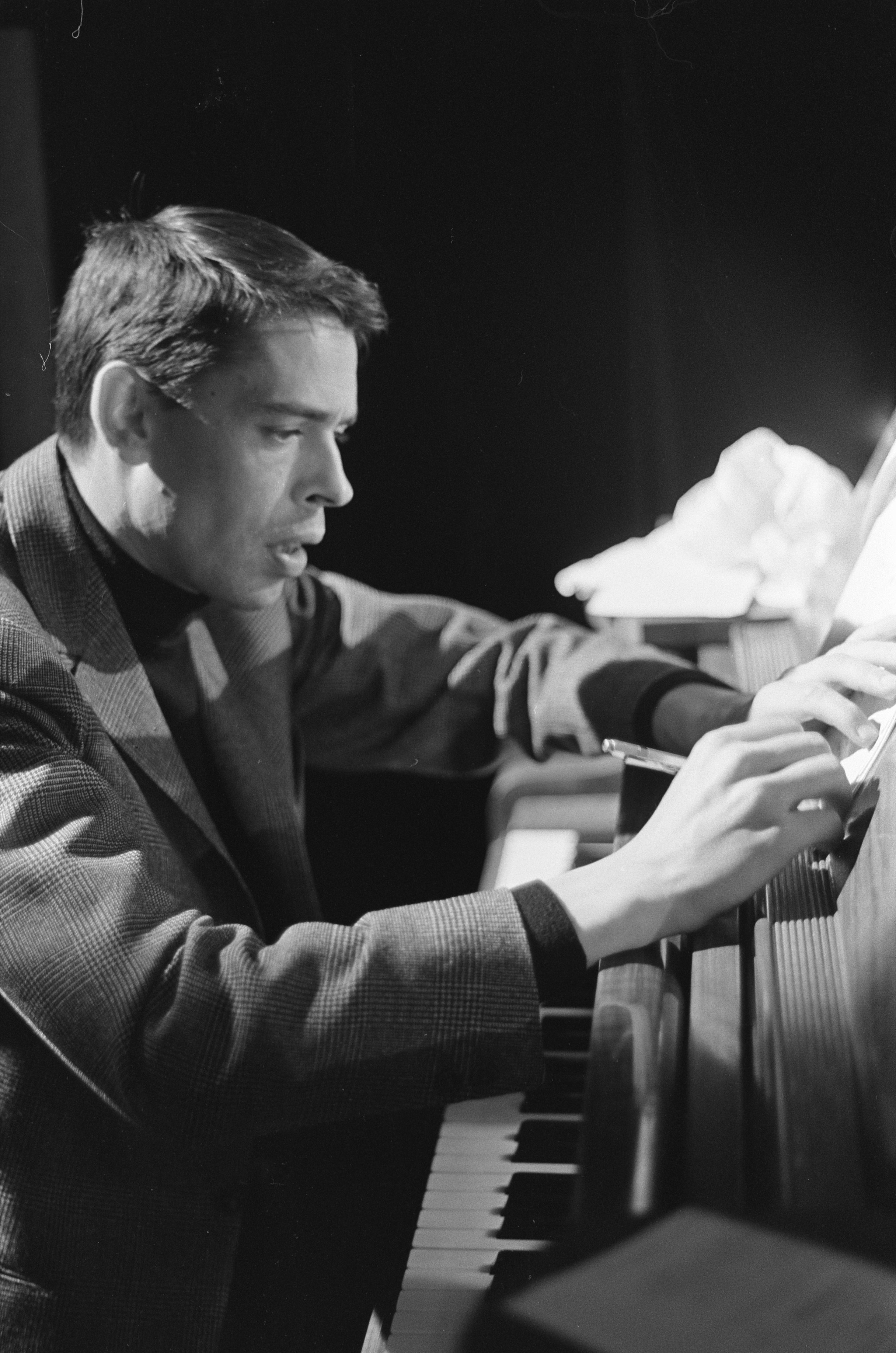
À Amsterdam en 1963.

En mars 1962, il quitte la maison de disques Philips pour Barclay (avec qui il signera un contrat exceptionnel de trente ans en 1972). Le 6 mars 1962, il enregistre Le Plat Pays, hommage à la Flandre. En octobre 1962, il crée sa maison d'éditions musicales Arlequin, qui devient six mois plus tard les éditions Pouchenel (Polichinelle en bruxellois). Son épouse en est la directrice. En 1963, il interprète Les Vieux en référence à ses parents. La mort de son père, suivie de très près par celle de sa mère, amène Brel à évoluer vers des chansons de plus en plus dramatiques, telles que La Fanette, Au suivant ou encore en 1964 Amsterdam.
En 1966, au sommet de son art, Jacques Brel sort Ces gens-là, un nouvel album qui, outre la chanson Ces gens-là, compte plusieurs titres qui deviennent des classiques incontournables de son œuvre : Jef, La Chanson de Jacky, Le Tango funèbre, Fernand, Mathilde… C'est lors d'un concert à Laon, au début de l'été 1966, que se produit l'incident qui le décide à abandonner la scène. Alors qu'il interprète Les Vieux, le cinquième titre du programme, il s'aperçoit qu'il a doublé machinalement un couplet et il n'accepte plus de « tricher » face au public, en perdant de sa spontanéité et de son authenticité. Pour autant, il honore ses contrats pendant encore plus d'un an et fait ses adieux « officiels » à l'Olympia le 6 octobre 1966. À la fin de son récital, il revient saluer à sept reprises près de 2 000 spectateurs debout qui hurlent « Ne nous quitte pas ».
En 1967, il est berné par Paul Touvier, qu'il « autorise à utiliser un de ses thèmes musicaux » pour les besoins d'un disque éducatif, L'Amour et la vie, produit par Touvier et distribué par Philips,.
Le 16 mai 1967, il donne son dernier récital à Roubaix.

### Vers d'autres horizons

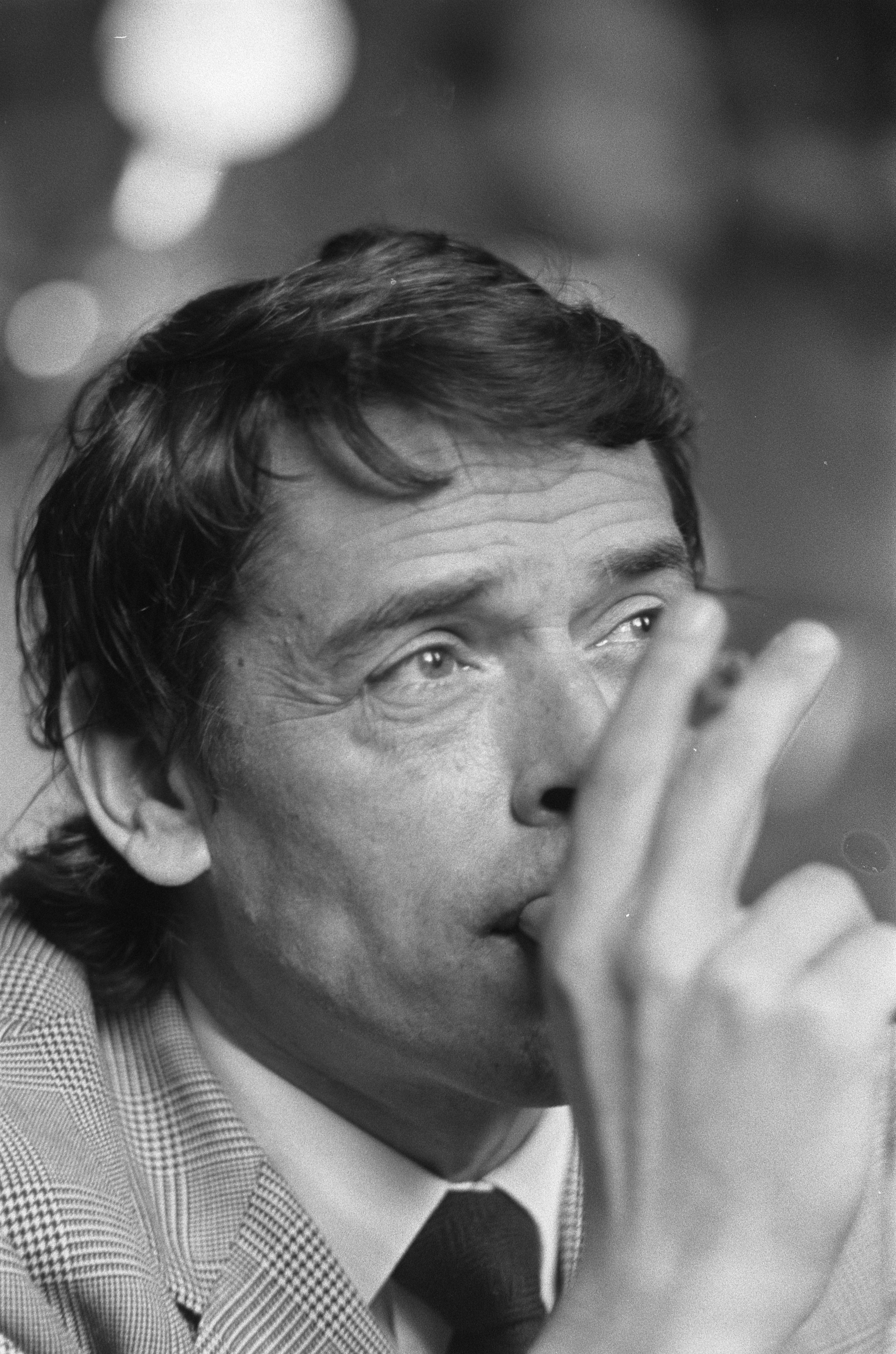
Jacques Brel le 26 octobre 1971 au château de Groeneveld (Pays-Bas), à l'occasion de la remise d'un disque d'or à la chanteuse néerlandaise Liesbeth List pour son album de reprises Liesbeth List zingt Jacques Brel (« Liesbeth List chante Jacques Brel »).

S'il délaisse les prestations scéniques, Brel ne reste pas inactif pour autant : durant l'été 1967, il joue dans son premier long métrage, Les Risques du métier du réalisateur André Cayatte ; le film est un succès public. Puis, sur son voilier, il commence à naviguer. Deux albums paraissent : Jacques Brel 67, où figurent La Chanson des vieux amants et quelques titres créés sur scène l'année de ses adieux, dont Mon enfance et Le Cheval dans lequel il rappelle les critiques qui lui reprochaient lors de ses débuts en public son allure dégingandée, sa laideur, ou moquent ses dents de cheval hennissant… En 1968 paraît l'album J'arrive dont certaines chansons sont filmées en studio ou sur plateaux de télévision : Vesoul (avec Marcel Azzola à l'accordéon), L'Éclusier, Je suis un soir d'été, Regarde bien petit.
En octobre 1968, à Bruxelles, au théâtre royal de l'opéra, la Monnaie, il crée la version francophone de L'Homme de la Mancha, interprétant le rôle de don Quichotte au côté de Dario Moreno dans celui de Sancho Pança. Le spectacle doit être repris à Paris en décembre, mais Moreno meurt le 1er décembre 1968, à 47 ans, d'une hémorragie cérébrale à l'aéroport d'Istanbul, avant le décollage de son avion. Robert Manuel reprend le rôle pour le spectacle présenté en décembre à Paris. Au début de l'été 1969, Brel est Mon oncle Benjamin, dans le film d'Édouard Molinaro, dont il compose la musique avec François Rauber. Claude Jade, qui a 20 ans à cette époque, racontera : « Ma rencontre avec Jacques Brel a lieu à Vézelay. […] Il se montre d'emblée d'une grande sympathie. […] Il sort des longues et fatigantes représentations de L'Homme de la Mancha qui a été un beau succès et il a gardé pour le film les cheveux longs de don Quichotte. […] Il est cordial, sympathique, ouvert et attentionné aux autres, et l'atmosphère gaie et chaleureuse du tournage lui doit beaucoup. […] Jacques est passionné d'aviation, […] à l'aérodrome de Toussus-le-Noble, le dernier jour […], il était heureux à l'idée de s'envoler vers le Midi et nous a parlé de cette passion, des ciels, des paysages, des voyages…. ». En 1969, il tourne un court métrage de sensibilisation à l'épilepsie chez les enfants, dans les locaux et avec des enfants de cinquième primaire du complexe scolaire « Le Paradis des Enfants » à Etterbeek.
Il tourne encore plusieurs autres films et en réalise lui-même deux : Franz en 1971, partageant l'affiche avec son amie Barbara. En 1973 sort sur les écrans Le Far West, qui est un échec. À l'occasion de cette sortie, Brel, à Cannes, participe à l'émission radiophonique de Jacques Chancel, Radioscopie. Pour son dernier rôle au cinéma, il campe le dépressif François Pignon, le personnage récurrent de Francis Veber, face au tueur à gages « Monsieur Milan », joué par Lino Ventura, dans L'Emmerdeur, à nouveau réalisé par Édouard Molinaro.
Le succès l'attend aux États-Unis et au Royaume-Uni  car notamment les traductions en anglais de ses chansons sont accueillies avec succès puis enregistrées notamment par David Bowie (Amsterdam, My Death), Scott Walker (Amsterdam, Mathilde), Marc Almond (Amsterdam, Jacky), le groupe Goodbye Mr. Mackenzie (en) (Amsterdam), Terry Jacks (Le Moribond) et Alexander Harvey (Au Suivant = « Next »). En complément, la comédie musicale américaine Jacques Brel Is Alive and Well and Living in Paris est jouée dans le monde entier, pendant plusieurs années. Elle comprend des traductions à rimes, assemblées en 1968 par Mort Shuman, ami de Brel. En 1974, le spectacle est adapté au cinéma.

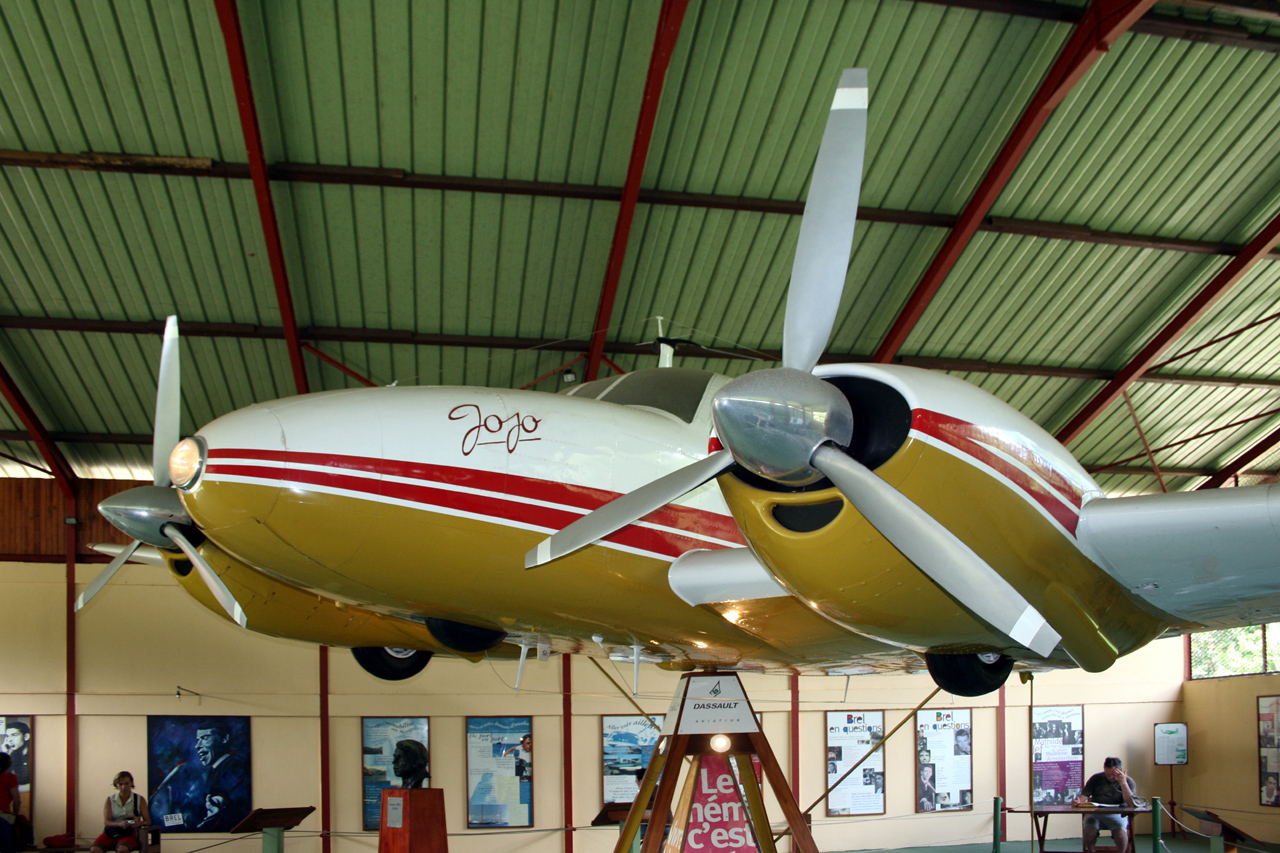
Beechcraft Twin Bonanza de Brel, exposé au musée-espace Jacques Brel d'Atuona de l'île d'Hiva Oa des îles Marquises.

En 1964, son emploi du temps le forçant à de nombreux allers-retours entre Biarritz et Charleville, son imprésario loue un petit avion. Il y prend goût et passe son brevet de pilote privé le 28 juin 1965 (brevet TT 16060). Puis, après une formation de dix semaines, Jacques Brel est pilote qualifié IFR le 17 avril 1970.
Il s'achète successivement un Gardan GY-80 (en 1964, F-BLPG), un Wassmer 4/21 (en 1969, S/N 11.1969), un Beechcraft Baron B 55 (son premier bimoteur) et un Beechcraft Twin Bonanza D 50 (F-ODBU, en novembre 1976 à Tahiti), qu'il baptise « JoJo » en souvenir de son grand ami disparu (Georges Pasquier, secrétaire, chauffeur et factotum du chanteur). Cet avion sera très utile à la communauté marquisienne, Brel assurant régulièrement des évacuations sanitaires vers Papeete,.

### Maladie

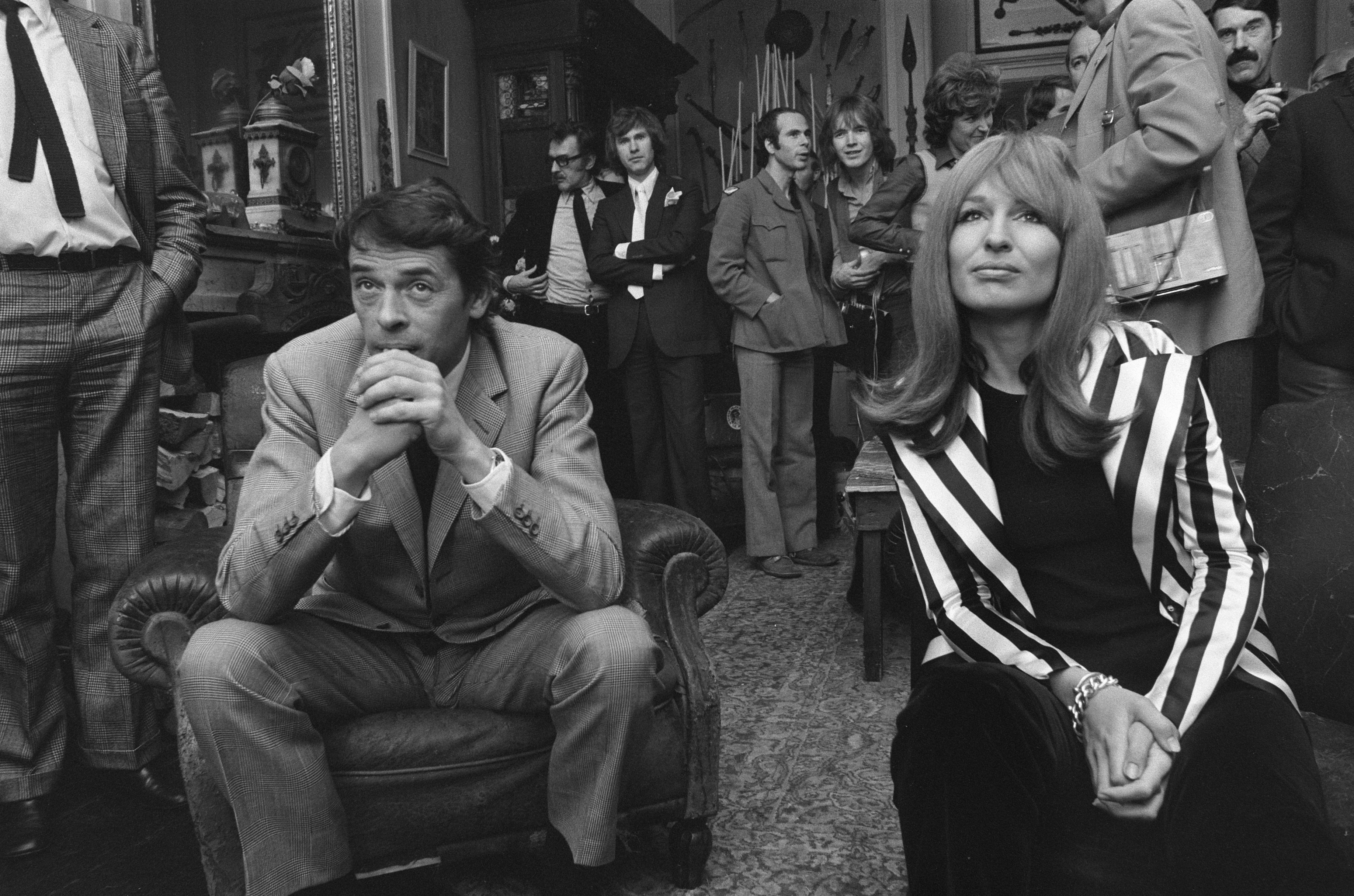
Avec Liesbeth List aux Pays-Bas en 1971.

En 1973, il met un terme à sa carrière de cinéma après l'échec commercial et critique de son film Le Far West. S'étant découvert dans la voile une nouvelle passion, Brel s'achète le 8 février 1974 un ketch, l’Askoy (nom provenant de l'île norvégienne Askøy) et obtient son brevet de « capitaine au grand cabotage » le premier juillet.
Il part d'Anvers, le 24 juillet 1974, à bord de son voilier ketch Askoy II, avec sa fille France, âgée de 21 ans, et sa nouvelle compagne, l'ancienne Claudette, actrice et danseuse Maddly Bamy, rencontrée lors du tournage du film L'aventure c'est l'aventure, réalisé par Claude Lelouch. Il met les voiles pour réaliser un tour du monde prévu pour durer jusqu'à trois années. Lors d'une escale dans les îles Canaries, une violente douleur à la poitrine l'oblige à interrompre son tour du monde. Les médecins lui diagnostiquent un cancer du poumon gauche, causé par sa grande addiction au tabac (il fume trois paquets de cigarettes par jour). Il subit à Bruxelles une ablation du lobe supérieur du poumon gauche puis retourne aux Canaries en décembre 1974 pour poursuivre sa croisière.

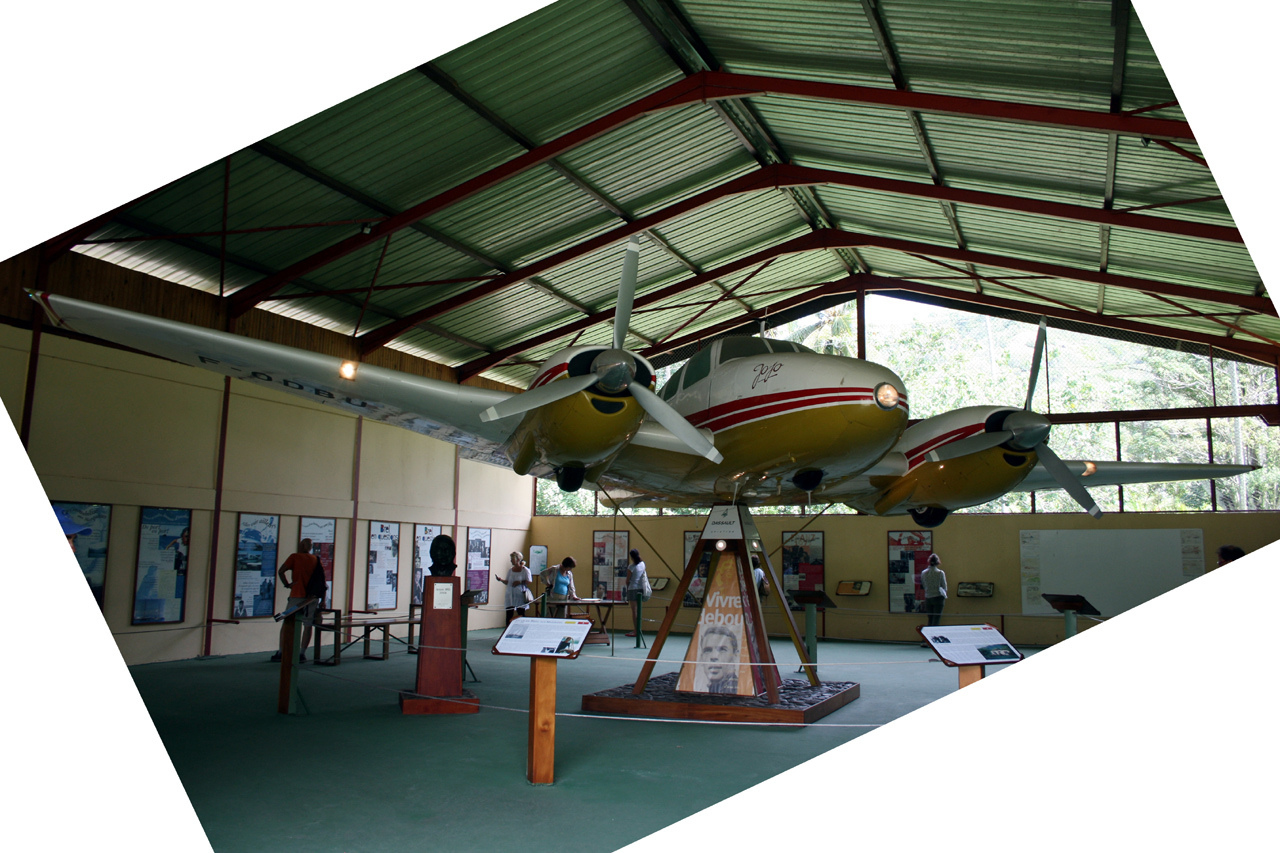
Musée-espace Jacques Brel et Beechcraft Twin Bonanza de Brel, d'Atuona de l'île d'Hiva Oa des îles Marquises, à 1430 km de Tahiti, en Polynésie française.

Lors de son escale aux îles Marquises, diminué, il abandonne le projet de tour du monde et décide de se retirer dans ce lieu, où personne ne le connaît. Il évoque en 1975 la mort du dictateur Franco. En 1976, il revend l'Askoy à un couple de jeunes Américains (retrouvé échoué en Nouvelle-Zélande, le bateau est ultérieurement restauré en 2022) et, le 30 novembre 1976, Maddly Bamy lui achète un bimoteur Beechcraft Twin Bonanza immatriculé F-ODBU et baptisé Jojo, en souvenir de son vieil ami Georges Pasquier, disparu en 1974. Il y fait l'avion-taxi pour rendre service aux habitants en les transportant entre l'île marquisienne de Hiva-Oa, où il réside, et Tahiti, à 1 430 kilomètres de là, soit un vol d'environ cinq heures.
En 1977, malgré la maladie, il revient à Paris pour enregistrer son dernier 33 tours, Les Marquises, qui paraît le 17 novembre, avec un record d'un million de précommandes.
La chanson homonyme Les Marquises, qui clôt l'album, s'achève sur ces paroles : « Veux-tu que je te dise / Gémir n'est pas de mise / Aux Marquises. » Il retourne aux Marquises après cet enregistrement.

### Mort

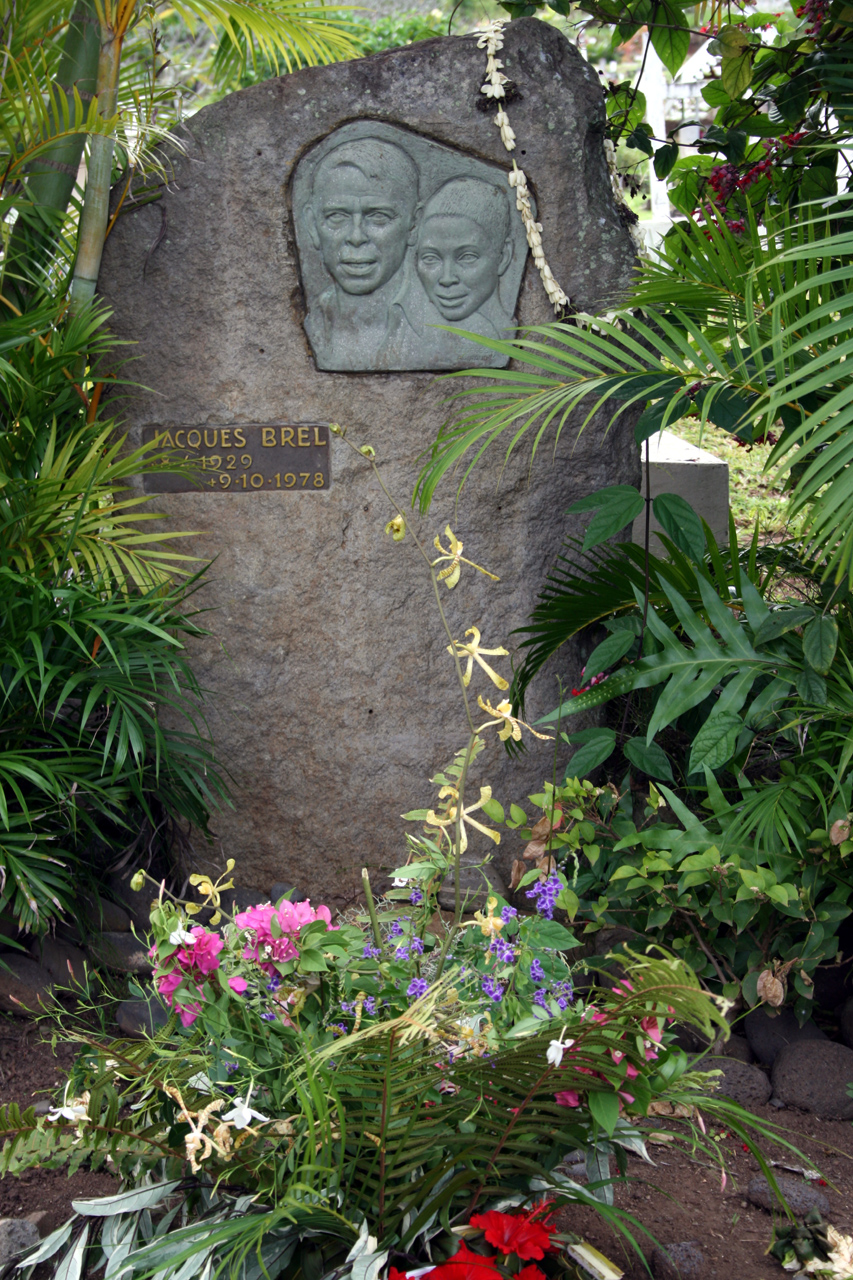
Tombe de Jacques Brel à Atuona.

En juillet 1978, le cancérologue Lucien Israël, de passage à Tahiti, lui diagnostique une récidive du cancer du poumon. Brel retourne en France métropolitaine, où il se fait soigner à l'hôpital Avicenne de Bobigny, dans le service du docteur Israël.
Son état s'améliore, si bien qu'il effectue encore quelques courts séjours sur les bords du Léman. Il meurt le 9 octobre 1978, à l'âge de 49 ans, d'une embolie pulmonaire massive, dans la chambre 305 de l'hôpital Avicenne. Il y avait été ramené deux jours plus tôt depuis Genève par son ami Jean Liardon, pilote et instructeur vaudois qui l'avait initié au vol aux instruments.
Jacques Brel repose au cimetière du Calvaire d'Atuona, commune d’Hiva-Oa, aux îles Marquises, non loin de la tombe de Paul Gauguin. Sa plaque funéraire est à l'origine d'un différend entre la famille Brel et sa dernière compagne, Maddly Bamy, qui a fait apposer sur la pierre tombale en 1978 l'effigie de leurs deux visages tournés vers le soleil couchant.
En 1998, la fondation Brel, pour le vingtième anniversaire de la mort du chanteur, remplace les portraits par l'inscription d'un poème et les noms de sa femme et de ses enfants. Alertée par la population, Maddly Bamy revient sur l'île, gagne le procès en justice et obtient le droit de remettre leurs portraits.

### Postérité

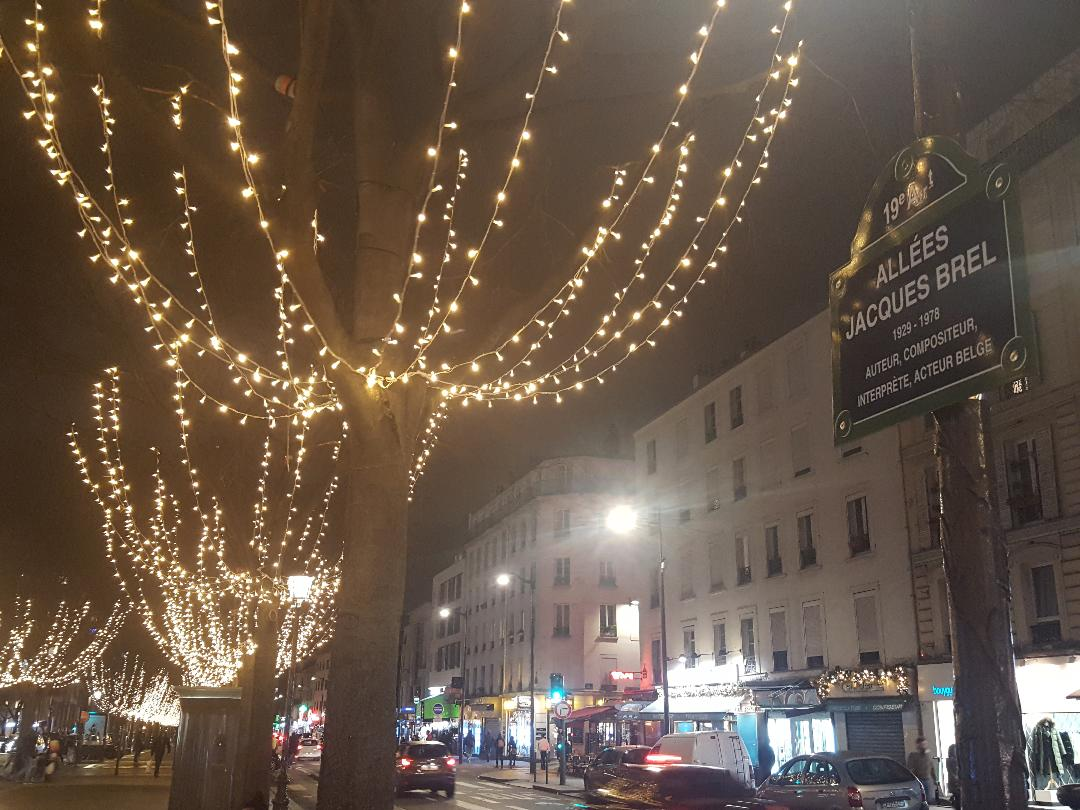
Allées Jacques Brel dans le de Paris, à Noël 2019.

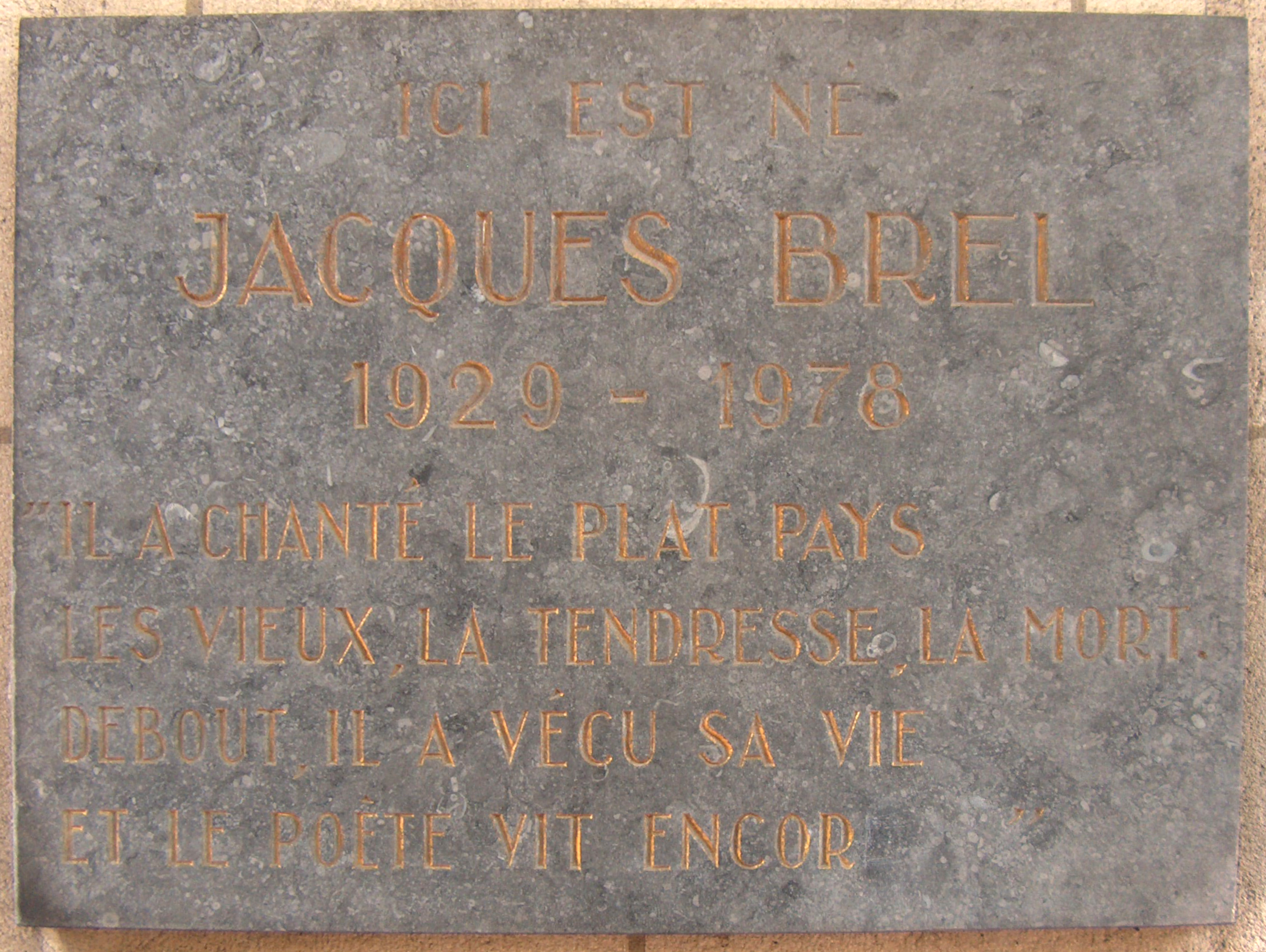
Plaque commémorative au 138 avenue du Diamant à Schaerbeek.

En 1981, sa fille France crée à Bruxelles la fondation Jacques-Brel, destinée à faire connaître l'œuvre de l'artiste, mais aussi à soutenir la recherche contre le cancer et l'aide à l'enfance hospitalisée.
En décembre 2005, Jacques Brel est élu au rang du « plus grand Belge » par le public de la RTBF. En 2008, cinq inédits de 1977 paraissent finalement.

## Vie privée
Jacques Brel se marie le 20 mai 1950 avec Thérèse Michielsen, dite Miche (1926-2020). Le couple, qui n'a jamais divorcé, a eu trois filles (Chantal 1951-1999 ; France, née en 1953, et Isabelle, née en 1958). Lorsque le chanteur accède à la notoriété, Miche le laisse vivre avec ses nombreuses maîtresses : Suzanne Gabriello de 1955 à 1961, Sylvie Rivet (entre 1961 et 1970), l'attachée de presse de la maison Philips qui accepte de renoncer à son métier à la demande du chanteur.
Au tournant des années 1970, Brel, devenu comédien, multiplie les aventures : avec Annie Girardot le temps d'un tournage, ou avec Danièle Évenou pour une brève période. Sa dernière compagne, rencontrée en décembre 1971 lors du tournage de L'aventure c'est l'aventure, est l'actrice Maddly Bamy qui renonce également à sa carrière et partage la vie de Jacques Brel jusqu'à la mort du chanteur en 1978.
Brel avait des relations très privilégiées avec Barbara. Ils font connaissance au début des années 1950 à Bruxelles, où ils se fréquentent régulièrement, alors qu'ils tentent de percer en se produisant dans divers cabarets ; une grande amitié, pleine de complicité et d'admiration mutuelle, s’installe entre eux. À cette époque, Barbara ne chante que des chansons écrites par d'autres, dont Brel.
Mais Brel, qui disait : « Barbara, c'est une fille bien. Elle a un grain, mais un beau grain. On est un peu amoureux, comme ça, depuis longtemps », l'encourage à écrire elle-même ses chansons. Peu après, Barbara lui fait découvrir ses premiers textes dont certains seront des succès. À partir de 1981, soit trois ans après la mort de Brel, La Valse de Franz, composée par Brel, sera jouée dans tous les spectacles de Barbara. En 1990, elle crée au théâtre Mogador la chanson Gauguin (Lettre à Jacques Brel).

## Chansons

### Chansons emblématiques
- Au printemps
- Quand on n'a que l'amour
- Ne me quitte pas
- L'Ivrogne
- Amsterdam
- La Valse à mille temps
- Au suivant
- Madeleine
- Les Bourgeois
- La Fanette
- Le Plat Pays
- Marieke
- Rosa
- Les Vieux
- Mathilde
- Les Flamandes
- Les Bonbons
- La Chanson de Jacky
- Jef
- Ces gens-là
- J'arrive
- Vesoul
- La Chanson des vieux amants
- Bruxelles
- La Quête
- Orly
- Voir un ami pleurer
- Les Marquises

### Chansons traduites et adaptées en néerlandais
Bruxellois, Brel se disait chanteur flamand de langue française et a chanté quelques-unes de ses chansons en néerlandais, la plupart des traductions étant dues à Ernst van Altena :
- De apen (Les singes) (1961)
- Men vergeet niets (On n'oublie rien) (1961)
- Marieke (1961), dont une partie des paroles originales est déjà en néerlandais.
- Laat me niet alleen (Ne me quitte pas) (1961)
- Als men niets dan liefde heeft (Quand on n'a que l'amour) (1961) morceau inédits[58]
- Mijn vlakke land (Le Plat Pays) (1962)
- De burgerij (Les Bourgeois) (1962)
- Rosa (1962)
- De nuttelozen van de nacht (Les paumés du petit matin) (1962).

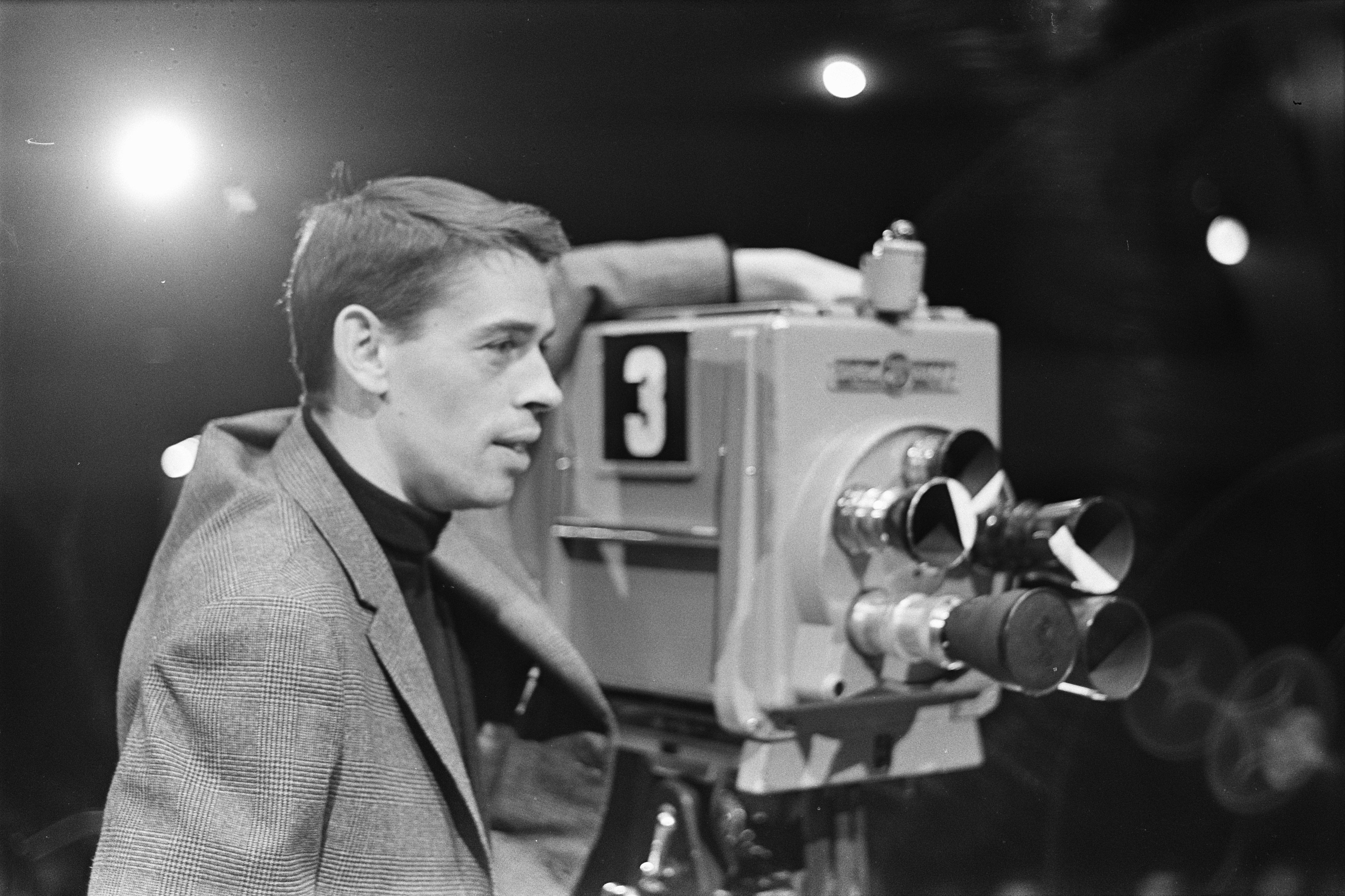
À Amsterdam en 1963.

## Filmographie
Sauf indication contraire, les informations mentionnées dans cette section peuvent être confirmées par les bases de données cinématographiques IMDb et Allociné,  présentes dans la section « Liens externes ».

### Réalisateur
- 1971 : Franz, dans lequel il joue, aux côtés de la chanteuse Barbara.
- 1973 : Le Far West, dans lequel il joue.

### Acteur
- 1956 : Les souris mènent la danse de Roland Perault (brève apparition)
- 1956 : La Grande Peur de Monsieur Clément (court métrage) de Paul Diebens
- 1967 : Les Risques du métier d'André Cayatte
- 1968 : La Bande à Bonnot de Philippe Fourastié
- 1969 : Mon oncle Benjamin d'Édouard Molinaro
- 1970 : Mont-Dragon de Jean Valère
- 1971 : Les Assassins de l'ordre de Marcel Carné
- 1971 : Franz de Jacques Brel
- 1972 : L'aventure c'est l'aventure de Claude Lelouch
- 1972 : Le Bar de la Fourche d'Alain Levent
- 1973 : Le Far West de Jacques Brel
- 1973 : L'Emmerdeur d'Édouard Molinaro

### Documentaires
- 1971 : Brel parle de Marc Lobet (entrevue vidéo de 31 minutes avec Henri Lemaire enregistrée au printemps à Knokke-Le-Zoute)
- 1975 : Jacques Brel Is Alive and Well and Living in Paris (documentaire) de Denis Héroux : lui-même (également coscénariste avec Mort Shuman)
- 2016 : Jacques Brel, une vie à mille temps, documentaire d'Élodie Mialet dans la série Un jour, un destin
- 2017 : Jacques Brel, fou de vivre, documentaire de Philippe Kohly

### Bande originale de film
Jacques Brel est (co)compositeur de la musique et/ou des chansons des films suivants,.
- 1956 : Les souris mènent la danse de Roland Perault (auteur, compositeur et interprète de la chanson S'il te faut)
- 1960 : Le Panier à crabes de Joseph Lisbona (il réadapte certaines de ses chansons en version instrumentale)
- 1960 : Le Petit Jour (court métrage) de Jacques Pierre (auteur-compositeur uniquement des chansons)
- 1963 : Un roi sans divertissement de François Leterrier (auteur, compositeur et interprète de la chanson Pourquoi faut-il que les hommes s'ennuient)
- 1968 : Un idiot à Paris de Serge Korber (auteur-compositeur uniquement des chansons)
- 1968 : La Bande à Bonnot de Philippe Fourastié (musique composée avec François Rauber)
- 1969 : Tintin et le Temple du Soleil (dessin animé) de Raymond Leblanc (auteur-compositeur uniquement des chansons)
- 1969 : Mon oncle Benjamin d’Édouard Molinaro (musique composée avec François Rauber et auteur-interprète des chansons)
- 1971 : Franz de Jacques Brel (musique composée avec François Rauber et auteur de la chanson De Radelozen)
- 1972 : Le Bar de la Fourche d'Alain Levent (musique et auteur-interprète de la chanson Van Horst)
- 1973 : L'Emmerdeur d'Édouard Molinaro (musique composée avec François Rauber)
- 1973 : Le Far West de Jacques Brel (musique composée avec François Rauber et auteur interprète des chansons)

## Autour de Brel

### Reprises
- En 1971, l'auteur-compositeur-interprète italien Giorgio Gaber reprend Ces gens-là sur son album I borghesi, dans une adaptation italienne intitulée Che bella gente.
- 1973, le groupe Ange reprend Ces gens-là sur l'album Le Cimetière des arlequins, dans une version très personnelle dans laquelle est supprimé le dernier couplet et où, sur le livret de l'album, ils annotent : « À Jacques Brel, nous n'avons pas voulu te prendre Frida » ; puis, en 1982, sur l'album À propos de..., les chansons Le Moribond et À jeun sont également reprises par le groupe.
- En 1973 également, la chanson Au suivant est reprise par le Sensational Alex Harvey Band sous le titre Next. Ce morceau donne d'ailleurs son nom à un de leurs albums. En 2003 à la sortie de son album The Golden Age of Grotesque, à un journaliste l'interrogeant sur l'obscénité de ses chansons, Marilyn Manson déclarera qu'aucun de ses textes n'est aussi obscène, subversif ou choquant que celui de Next.
- Jacques Brel a été numéro un aux États-Unis. En effet, Terry Jacks, chanteur canadien, a repris deux chansons en anglais avec des réussites diverses :
  - Seasons in the Sun en 1974, reprise du Moribond, a été classée numéro un aux États-Unis, au Canada et en Grande-Bretagne.
  - If You Go Away, reprise de Ne me quitte pas, sera chantée par Frank Sinatra, dont Brel dira qu’il « ne se lèverait pas la nuit pour l’écouter », mais que « ça s’écoute »[19].
- La chanteuse de jazz Nina Simone a interprété une version personnelle de Ne me quitte pas.
- La chanson Amsterdam est reprise dans une adaptation anglaise par David Bowie et Scott Walker ; de nombreuses chansons ont été reprises dans des versions anglaises par Scott Walker sur ses différents albums. Elles furent compilées sur l'album Scott Walker Sings Jacques Brel (en).
- Sa chanson Amsterdam a été adaptée en version critique par le groupe Parabellum.
- En 1979, Serge Lama enregistre l'album Lama chante Brel, vendu au profit de la recherche contre le cancer.
- En 1980, Julien Clerc consacre la cinquième piste de son album Sans entracte, à une reprise de la chanson, La Quête.
- Johnny Hallyday sur scène chante Jacques Brel à quatre reprises : Ne me quitte pas, en 1984-1985 (voir Johnny Hallyday au Zénith) ; en 2006-2007 il chante La Quête (voir Flashback tour) et Quand on n'a que l'amour en 2012 (voir On Stage) et 2016 (voir Rester Vivant Tour).
- En 1989 Gavin Friday l'ex chanteur du groupe irlandais Virgin Prunes reprend Au suivant en anglais (Next) dans son premier album solo Gavin Friday and the Man Seezer - Each man kills the thing he loves.
- En 1989, lors de sa dernière tournée avant sa mort, Gerry Boulet interprète Ne me quitte pas.
- 1993, la chanteuse RoBERT consacre la septième plage de son album Sine à une reprise de La Chanson des vieux amants. Mais, personnalité décalée oblige, la jeune femme ne reprend que quelques vers de la célèbre chanson : « J'en chantais juste une phrase tous les soirs quand je m'allongeais. Si je n'en chante toujours que cette phrase, c'est en souvenir de ces moments-là. »
- En 1993, le CD Brel Québec célèbre le quinzième anniversaire de la mort de Brel. On y retrouve Nanette Workman, Paparazzi, Gildor Roy, Sylvie Legault, Les Pois z'ont rouges, Dédé Traké, French B., Jean-Louis Millette, Sylvie Tremblay et France Castel.
- Le chanteur britannique Sting a chanté en français Ne me quitte pas[61] et Je ne sais pas[62] en public.
- L'interprète russe Vadim Piankov chante Brel dans les albums Brel… Autrement (1995) et Vadim Piankov chante Jacques Brel (1998).
- En 1998, le chanteur colombien Yuri Buenaventura interprète une version salsa de Ne me quitte pas, sur l'album Herencia africana.
- En 1998 toujours, sort la compilation Aux suivant(s) qui regroupe douze chansons de Brel interprétées par des chanteurs ou des groupes français (Arthur H, Kent, Noir Désir, Bashung, Arno, Eicher…), une seconde version verra le jour en 2003 où viennent s'ajouter deux nouvelles reprises interprétées par (Benabar et le groupe Eiffel).
- En 2001, M (Matthieu Chedid) reprend Au suivant lors de sa tournée le Tour de M.
- En 2004, le chanteur Romain Humeau reprend en concert avec son groupe Eiffel le titre Le Plat Pays. Ce titre figure sur l'album live Les Yeux fermés.
- Le chanteur Bertrand Cantat reprend avec Noir Désir en 2005 Ces gens là (album Noir Désir en public).
- En 2008, les Chœurs de France présentent leur nouveau spectacle La grande symphonie de Brel avec deux cents chanteurs et dix musiciens sur scène.
- En 2012, Charlie Winston reprend Au Suivant lors de sa tournée Running Still.
- La chanteuse Céline Dion reprend Ne me quitte pas sur son album Sans attendre sorti le 5 novembre 2012. Elle a repris Quand on n'a que l'amour en octobre 1995 au Zénith de Paris.
- La chanteuse Lara Fabian a repris à plusieurs reprises, notamment sur son album live acoustique En toute intimité sa chanson Voir un ami pleurer.
- Zach Condon a repris plusieurs fois la chanson Le Moribond sur scène, et une fois dans l'émission Taratata, en duo avec Olivia Ruiz.
- La chanteuse Mannick reprend Quand on n'a que l'amour sur son album Mannick chante Brel, Ferrat, Reggiani.
- L'acteur et chanteur Joseph Gordon-Levitt a repris plusieurs fois La Valse à mille temps lors de concerts organisés par HitRecord .
- Le rappeur Oxmo Puccino a été fortement influencé par Jacques Brel, au point qu'il est souvent appelé « le Black Jacques[63] Brel ». Il reprend Ces gens-là sur la compil L'Hip-hoppé.
- Le rappeur Rocé reprend Les Singes en 2010, sur son album L'Être humain et le réverbère.
- En 2003, le chanteur Pierre Bachelet sort un album de reprises « Bachelet chante Brel ».
- Le groupe Été 67 enregistre pour la version belge de son premier album en 2006 Voir un ami pleurer / Een vriend zien huilen, avec le couplet néerlandais chanté par le néerlandophone Frank Vander Linden (du groupe De Mens).
- L'organiste Frédéric Lamantia en 2013, à l'occasion des 35 ans de la mort de Brel, a adapté à l'orgue, dans le double album Voici, 30 chansons de l'artiste.

### Hommages

#### Musicaux
- Barbara, amie de Jacques Brel, qui notamment joua dans son film Franz, écrit et compose une chanson intitulée Gauguin (Lettre à Jacques Brel) qui lui rend hommage. Cette chanson évoque ses souvenirs de Brel et le célèbre peintre Paul Gauguin, le voisin de tombe de Jacques Brel, à Atuona aux Îles Marquises.
- Patricia Lavila chante "Je n'ai jamais vu Jacques Brel chanter" en 1975, belle chanson qui fait référence à quelques titres de l'auteur et qui regrette qu'il ait quitté la scène si tôt.
- Dalida interprète en 1981 Il pleut sur Bruxelles, qui lui rend hommage. Le texte réemploie des éléments issus des grandes chansons de Brel.
- En 1976, Pierre Perret enregistre Ma nouvelle adresse, chanson qui évoque le départ de Brel vers la Polynésie.
- Nicolas Peyrac chante Les vocalises de Brel, chanson hommage qui notamment évoque la chanson Amsterdam.
- Mannick chante Brel en 1979 dans son album Je suis Ève, elle rend hommage au chanteur disparu quelques mois plus tôt.
- Lucio Bukowski chante Ode au grand Jacques en 2011, morceau extrait de son maxi Lucio Milkowski, utilisant les titres de plusieurs chansons de Brel pour réaliser son propre texte.
- Un album hommage collectif (incluant notamment Noir Désir), nommé Aux suivant(s) (de la chanson paronyme) et reprenant des chansons de Jacques Brel, paraît en 1998, puis en 2003 dans une seconde édition avec deux inédits.
- Le groupe Starflam enregistre une chanson sous le nom Ce Plat Pays II.
- Depuis 2000, le Festival Jacques-Brel - créé afin de permettre à de jeunes artistes de se faire connaître - se déroule au théâtre Edwige-Feuillère de Vesoul, hommage de la ville à la chanson homonyme.
- En octobre 2008, la comédie musicale hommage De Bruxelles aux Marquises retraçant la vie de Brel à travers plus de trente chansons, est présentée à Bruxelles par la troupe Baltema, après treize séances à succès.
- En mars et avril 2009, après une trentaine de représentations à travers toute la France, les Chœurs de France sont sur la scène du Zénith de Paris avec La Grande Symphonie de Brel avec quatre cents chanteurs et dix musiciens sur scène. En juin 2009, le spectacle est donné à l'Arena de Genève.
- Tous les ans, le Festival des Rencontres Brel se tient à Saint-Pierre-de-Chartreuse (Isère), où Jacques Brel aurait écrit la chanson Le Plat Pays[64].

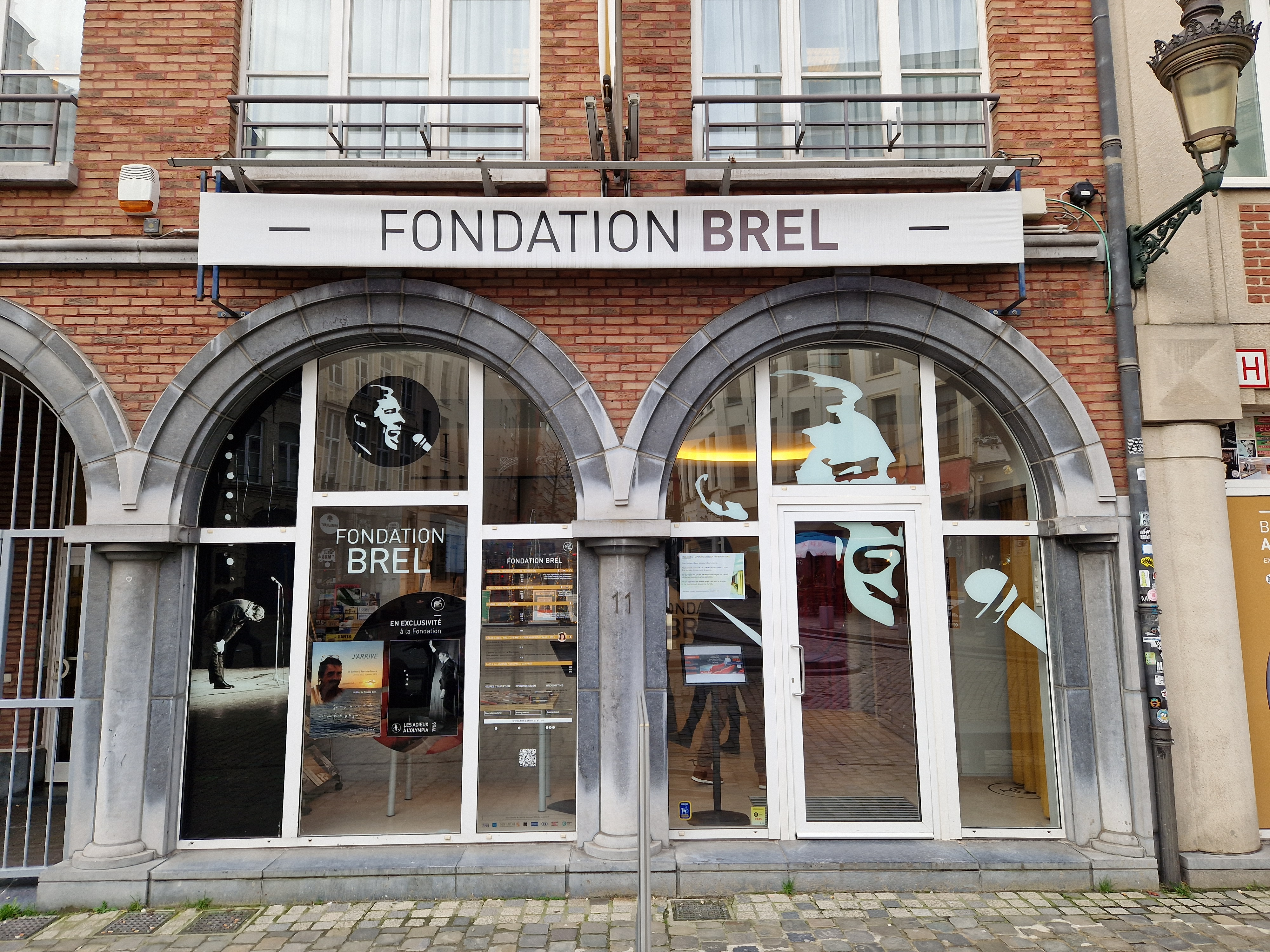
Fondation Brel, de Bruxelles.

#### Musées
- Fondation Brel, de Bruxelles[65].
- Espace Jacques Brel, à Atuona dans l'île d'Hiva Oa des îles Marquises, à 1 430 km de Tahiti, en Polynésie française.

#### Autres

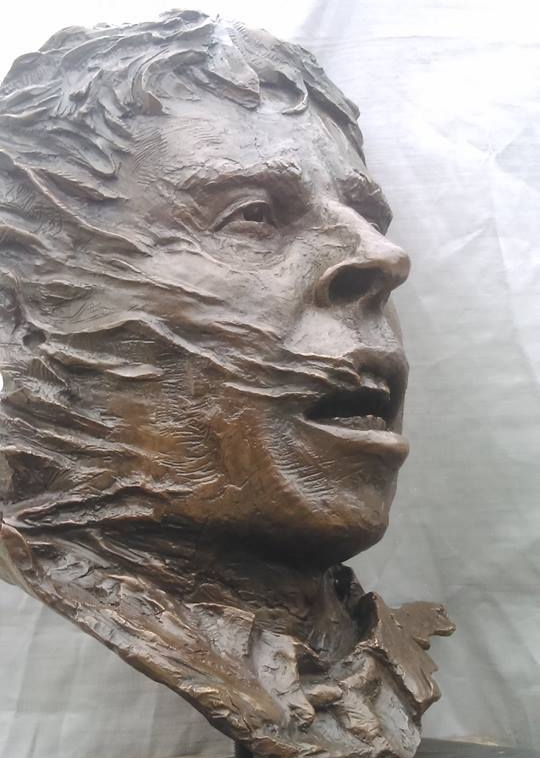
Une statue de Jacques Brel exposée à Vesoul.

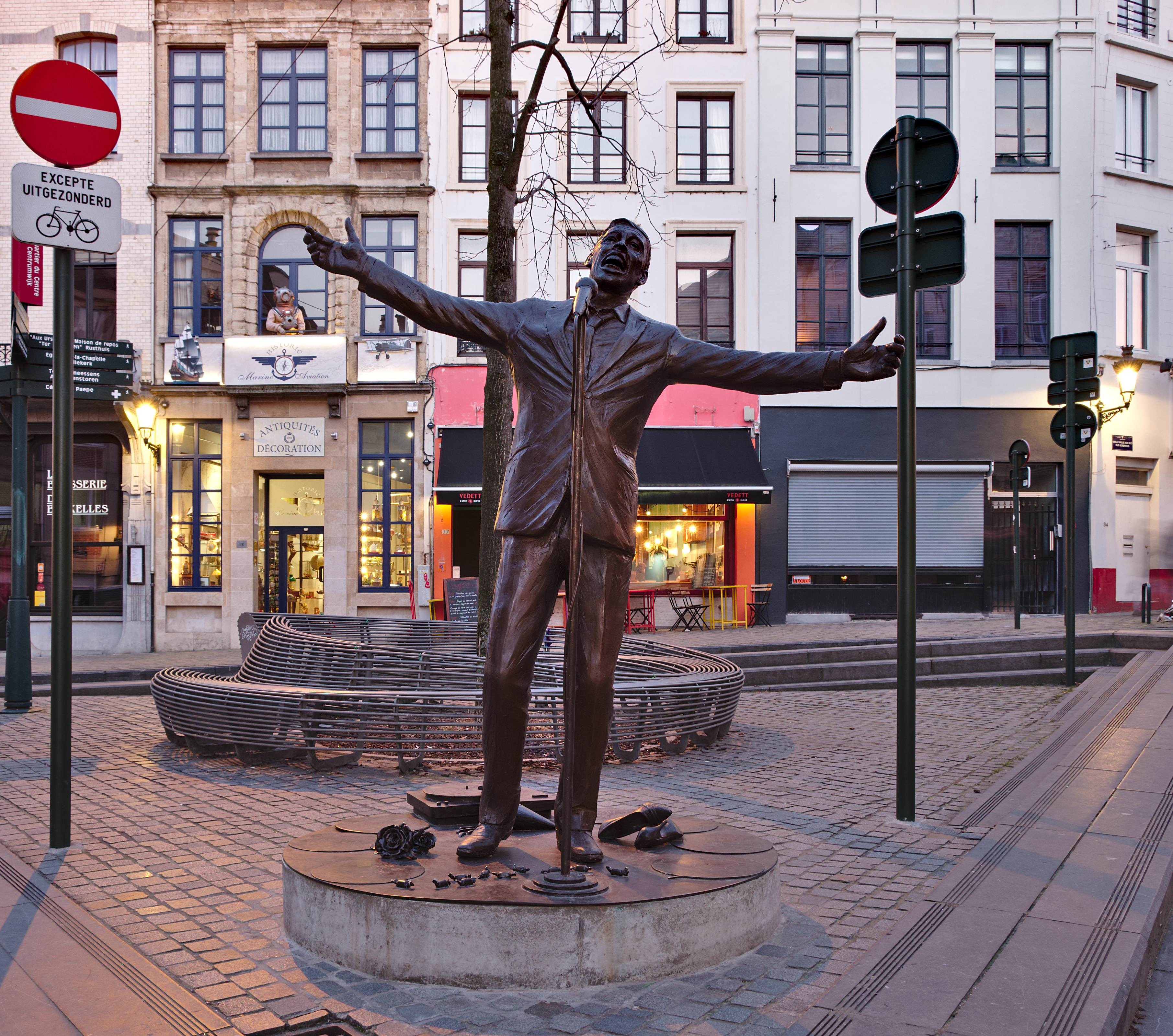
L'Envol, statue située sur la place de la Vieille Halle aux Blés à Bruxelles.

- En 1979, la ville du Touquet-Paris-Plage en France, honore le poète en attribuant son nom à un square municipal.
- En 1982, la STIB inaugure la station Jacques Brel de la ligne 5 du métro de Bruxelles.
- Le parc Jacques Brel se situe à Forest à Bruxelles. On peut y voir un buste à son effigie.
- Reconnaissante pour la célèbre chanson Vesoul, la ville de Vesoul rend hommage à Jacques Brel en donnant son nom à un collège qui se trouve dans le quartier du Montmarin en 1968.
- Frédéric Rossif lui consacre un documentaire sorti en 1982 : Jacques Brel
- Une statue de Brel, en bronze, réalisée par Chantal de La Chauvinière-Riant, de 1995, est installée au centre-ville de Saint-Amand-Montrond[66], sous-préfecture du Cher.
- La Poste française émet plusieurs timbres postaux à son effigie :
  - en 1990[67], dessiné par Raymond Moretti ; série « La chanson française »
  - en 2009[68], à l'occasion des quatre-vingts ans de sa naissance, dessiné par Cyril de La Patellière ; timbre couronné par le Prix de l'Art philatélique 2010 ; timbre de la Polynésie française
  - en 2013[69], Brel et son avion, dessiné par Cyril de La Patellière ; timbre de la Polynésie française
- En 2008 à l'occasion de la commémoration des trente ans de sa mort, l'aérodrome de Hiva Oa aux Marquises est renommé officiellement aérodrome de Hiva Oa – Jacques-Brel[70].
- L'album Astérix chez les Belges fait allusion à la chanson Le Plat Pays : Lorsque Abraracourcix fait un commentaire sur le paysage, le chef belge répond : « Dans ce plat pays qui est le nôtre, nous n'avons que des oppidum pour uniques montagnes. », alors que Jacques Brel chante « Avec des cathédrales pour uniques montagnes... ». Cela n'apparaît pas dans les traductions de l'album en langues étrangères.
- Une statue de Brel en bronze est réalisée par le sculpteur Frédéric Lanoir en 2015. Elle est exposée au théâtre Edwige-Feuillère de Vesoul[71].
- La promotion 2015 de Sciences Po Lille (Institut d'Études Politiques de Lille) porte le nom de Jacques Brel.
- L'astéroïde (3918) Brel est nommé en son honneur.
- La ville de Verviers (Belgique) honore le poète en attribuant son nom à un quai de la Vesdre qui la traverse.
- En France, en 2015, 71 établissements scolaires portent son nom[72].
- Une statue en bronze de l'artiste Tom Frantzen est installée sur la place de la Vieille Halle aux Blés à Bruxelles en 2017.
- "Jacques", buste en bronze, œuvre de Cyril de La Patellière, installé à Roquebrune-Cap-Martin par la municipalité.
- Les allées Jacques-Brel sont inaugurées en 2019 à Paris[73],[74].

## Chansons adaptées
Plusieurs de ses chansons ont été adaptées en bande dessinée par plusieurs dessinateurs (chaque chanson a son dessinateur dont Frank-Ivo Van Damme).
Aux éditions Brain Factory, une version luxe (couverture toilée) en quatre volumes (88 planches par album), et une version « classique » regroupant les albums « 2 en 1 » (176 planches par album) sont publiées. Des planches Brel sont publiées aux éditions Vents d'Ouest.